# Christine Fütterer
Christine Fütterer (* 14. Juli 1963) ist eine ehemalige deutsche Fußballspielerin.

## Karriere

### Vereine
Fütterer gelangte zur Saison 1990/91 vom FC Spöck zum SC Klinge Seckach, für den sie in der Gruppe Süd in der seinerzeit zweigleisigen Bundesliga zum Einsatz kam. Zum Saisonauftakt am 2. September 1990 beim VfL Sindelfingen erzielte sie – beim 2:2-Unentschieden – das Tor zum 1:1 in der 31. Minute. Mit Platz 6 der abgelaufenen Saison wechselte sie zum Ligakonkurrenten TuS Niederkirchen, für den sie bis Saisonende 1994/95 aktiv war. Das am 20. Juni 1993 in Limburgerhof erreichte Finale wurde im Waldstadion vor 5000 Zuschauern mit 2:1 n. V. gegen den TSV Siegen gewonnen. Des Weiteren gewann sie das Spiel um den zwischen 1992 und 1997 ausgespielten Supercup; am 1. August 1993 wurde in Leverkusen erneut der TSV Siegen mit 2:1 bezwungen, wobei sie ihre Mannschaft in der 29. Minute mit 1:0 in Führung schoss.
Zur Saison 1995/96 kehrte sie zum SC Klinge Seckach zurück. Die Saison schloss ihr Verein als Viertplatzierter ab und erreichte mit ihr das Finale um den Vereinspokal. Am 25. Mai 1996 unterlag ihre Mannschaft im Olympiastadion Berlin vor 40.000 Zuschauern – als Vorspiel zum Männerfinale –mit 1:2 gegen den FSV Frankfurt. Mindestens im Jahr 1998 war Fütterer zusammen mit Ulrike Ballweg als Trainerin des SC Klinge tätig.

### Nationalmannschaft
Für die A-Nationalmannschaft bestritt sie 1988 in der Qualifikation für die Europameisterschaft 1989 zwei Spiele, die gegen die Nationalmannschaft Italiens und der Schweizer Nationalmannschaft torlos endeten. Ihren letzten Einsatz als Nationalspielerin hatte sie am 28. März 1991 beim 2:0-Sieg im Testspiel gegen die Nationalmannschaft Frankreichs.

## Erfolge
TuS Niederkirchen
- Deutscher Meister 1993
- DFB-Supercup-Sieger 1993

SC Klinge Seckach
- DFB-Pokal-Finalist 1996